# Wojciech Staszewski (ur. 1967)
Wojciech Staszewski (ur. 1967) – polski dziennikarz prasowy, specjalizujący się w tematyce sportowej, przedsiębiorca.
Ukończył polonistykę na Uniwersytecie Warszawskim. Dziennikarską drogę zaczął w 1989 od miesięcznika „Rock’n’Roll”, kiedy to rozstał się z zespołem Blues 66, w którym grał na pianinie. Kiedy pismo pół roku później upadło, trafił do „Gazety Wyborczej”. Pracował w: dziale krajowym (zajmował się edukacją), "Gazecie na Plażę" oraz dziale promocji. W 2001 trafił do działu reportażu, gdzie pracuje do dziś.
W 2005 wydał własną płytę pod tytułem Kefir i tanie jabłka. Bierze udział w maratonach, prowadzi w „Gazecie Wyborczej” akcję „Polska Biega”. W 2004 za sportowy reportaż Lubię, jak boli (o treningu polskich olimpijczyków) otrzymał nagrodę Grand Press w kategorii dziennikarstwo specjalistyczne. W tej samej kategorii zwyciężył Grand Press w 2008 z artykułem Najniższa półka. Ponownie uhonorowany Grand Press w 2012 (Matapiłkagrajta). Autor książki pod tytułem ojciec.prl oraz wywiadu-rzeki z Janem Krzysztofem Kelusem pod tytułem Był raz dobry świat. W 2020 nakładem Wydawnictwa Wielka Litera opublikował również Ewangelię według św. Józka.
Wraz z żoną Kingą prowadzi firmę związaną z treningami sportowymi, zwłaszcza biegowymi.